# ناحیه وادی النجاء
ناحیه وادی النجاء (به عربی: دائرة وادی النجاء) یک ناحیه در الجزایر است که در استان میله واقع شده‌است.